# 越南共和國裝甲騎兵
越南共和國裝甲騎兵（越南语：／）也被稱爲鐵騎是越南共和國軍隊的兵種之一。

## 歷史
1955年，越南第一共和國成立，新的裝甲指揮部正式成立。
1975年後，越南人民軍繳獲了數百輛越南共和國坦克和裝甲車。這些車輛隨後被繼續使用。